# 페어 클루게
페어 클루게 (Peer Kluge, 1980년 11월 22일, 프랑켄베르크 ~)는 독일의 전 축구 선수로 현역 시절 포지션은 미드필더였다.

## 경력
클루게는 1. FC 뉘른베르크 선수가 되기 전에 켐니츠 FC와 보루시아 묀헨글라트바흐의 선수였다.

## 수상
FC 샬케 04
- DFB-포칼:2010-11
- 독일 슈퍼컵:2011